# Nicotiana repanda
Nicotiana repanda är en potatisväxtart som beskrevs av Carl Ludwig von Willdenow och Johann Georg Christian Lehmann. Nicotiana repanda ingår i släktet tobak, och familjen potatisväxter. Inga underarter finns listade i Catalogue of Life.